# Subaru Legacy

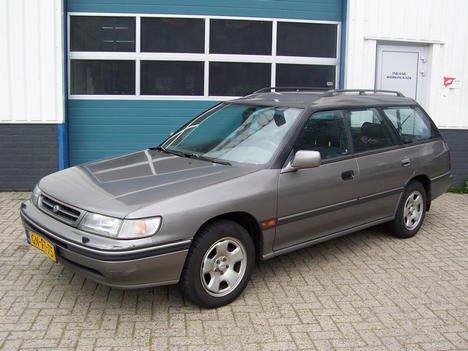
Legacy BC/BJ/BF

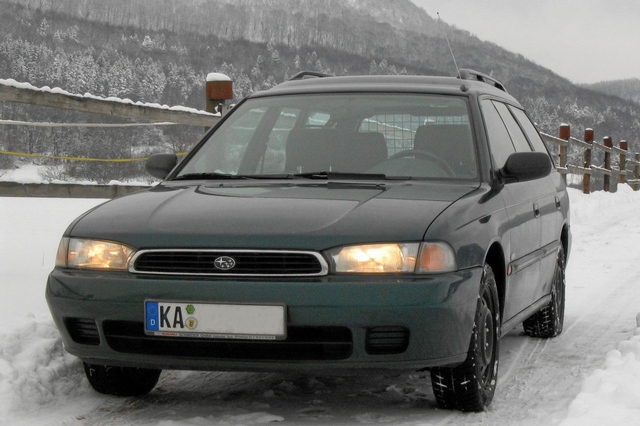
Legacy BD/BG

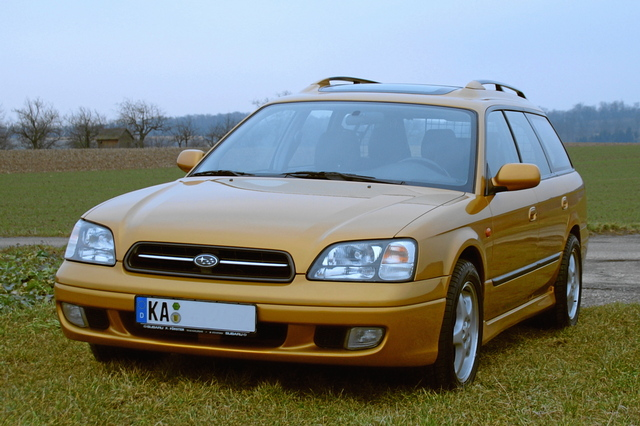
Legacy BE/BH

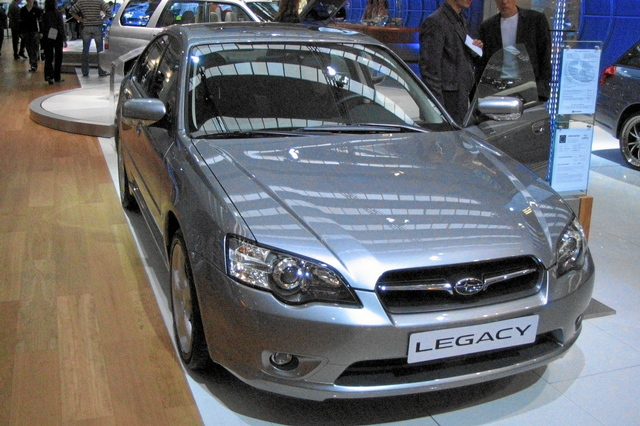
Legacy BL/BP

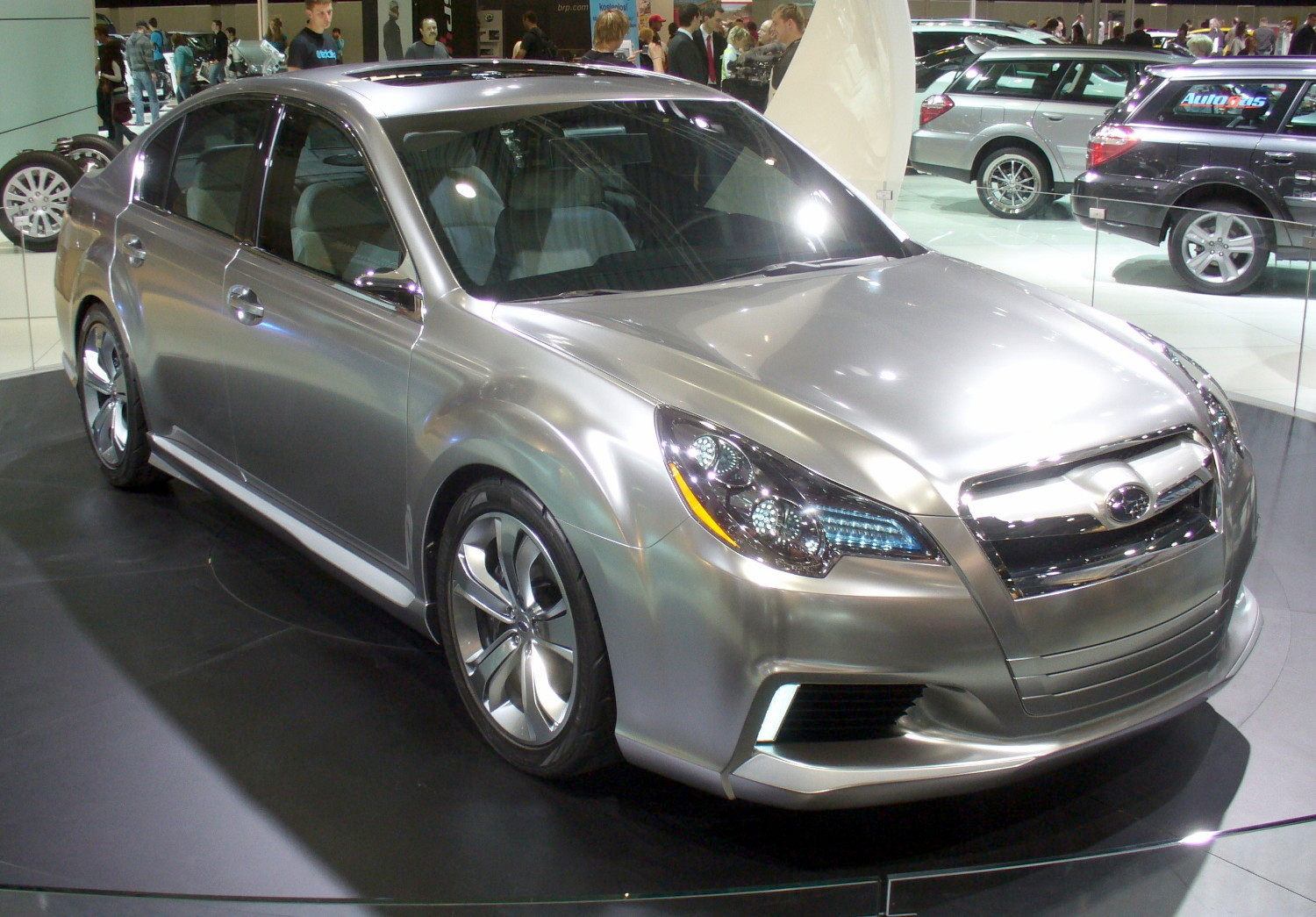
Legacy BM/BR

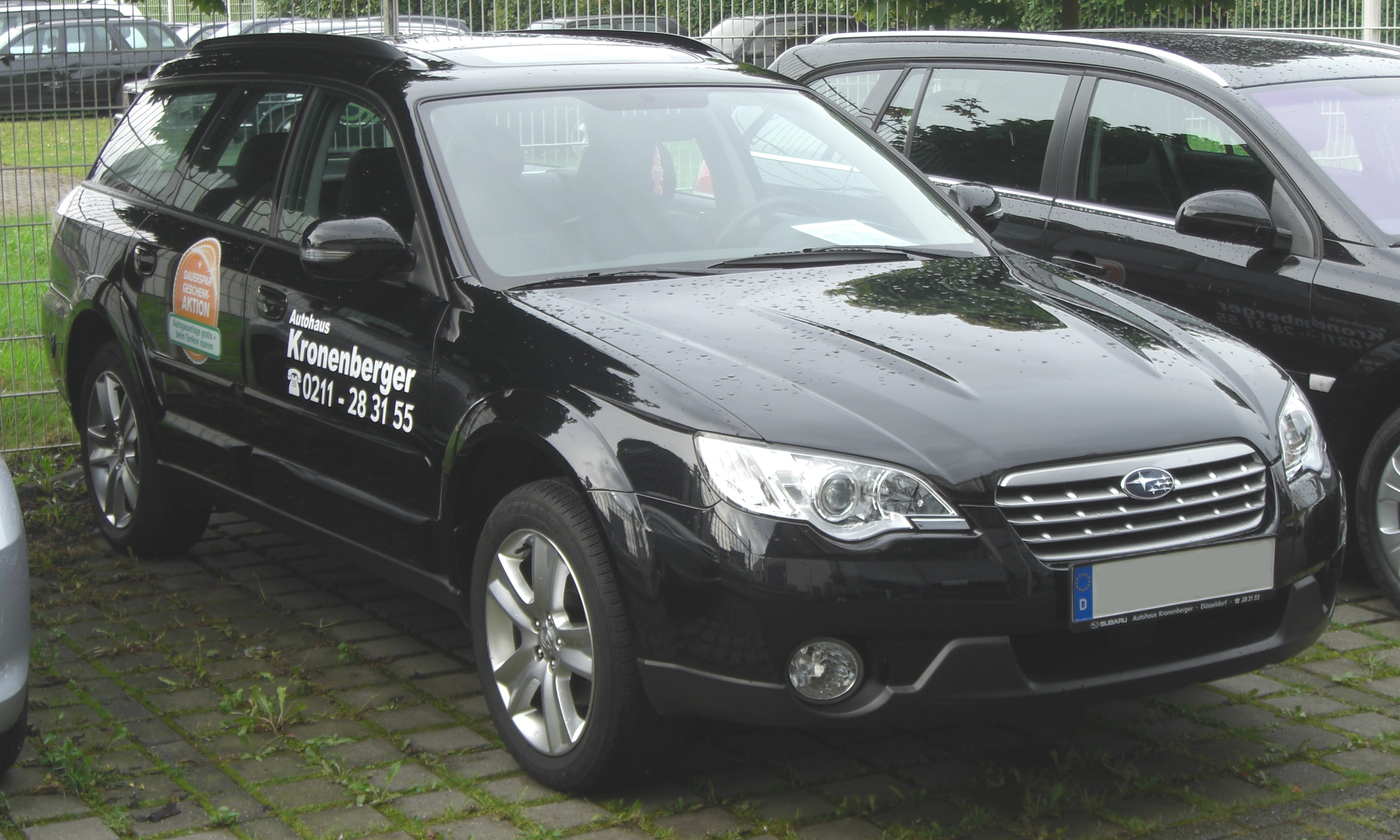
Legacy Outback

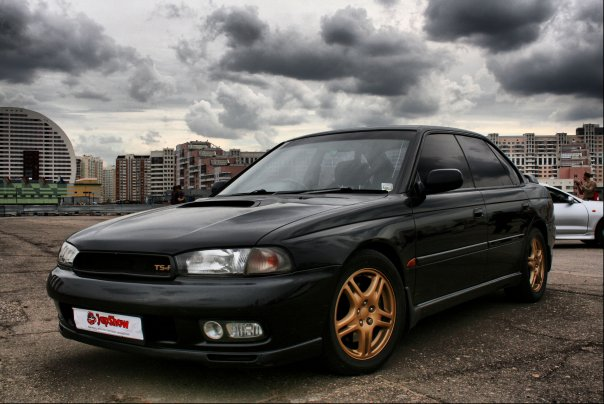
Legacy TS-R

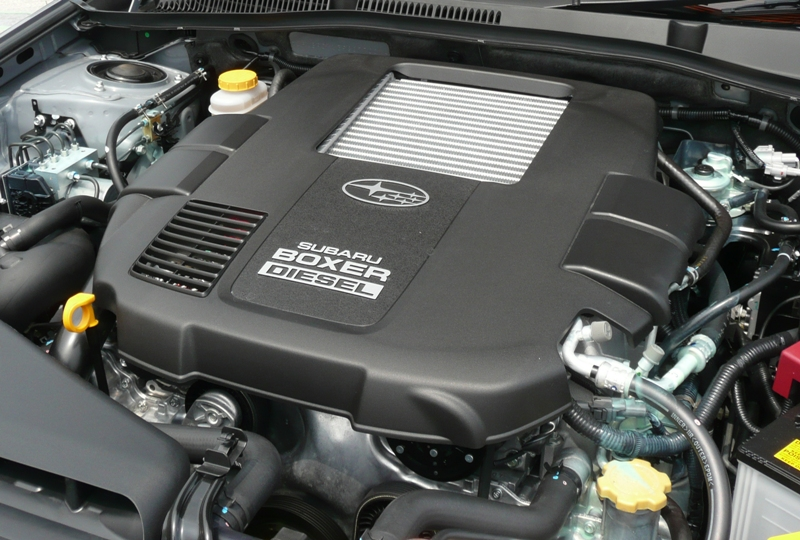
Boxerdiesel

De Subaru Legacy, kortweg  Legacy, is een automodel van Subaru.

## Eerste generatie (BC/BJF)
In 1989 bracht Subaru een volledig nieuw model op de markt, de Legacy. Met dit model hoopte Subaru een vastere voet op de Europese markt te krijgen, maar het merk voldeed met dit model meteen ook aan de eisen die de Amerikaanse markt stelde aan een auto. Subaru produceerde namelijk op dat moment ook de LII (Leone op andere markten), die al vanaf begin jaren tachtig op de markt was en in 1989 al zeer gedateerd overkwam.
De Legacy werd leverbaar als een vier en een halve meter lange sedan en een tien centimeter langere Wagon (later veranderde de benaming in Touringwagon). Vanaf 1989 tot 1992 waren alleen de 1.8 16-kleps en de 2.2 16-kleps boxermotoren leverbaar die een vermogen hadden van respectievelijk 103 pk en 136 pk. Het topmodel was de Legacy 2.2 GX Wagon automaat. Deze was standaard zelfs voorzien van elektropneumatische vering op de achterwielen. De Legacy was leverbaar als DL, GL en GX.
Zoals op de meeste modellen van Subaru was vierwielaandrijving (oftewel All Wheel Drive, AWD) als optie leverbaar. Op de Legacy GX was het zelfs standaard.
In 1991 kreeg de Legacy een facelift. Hierdoor kreeg het model een iets Europesere uitstraling. Nieuw in het programma waren de 2.0 16-kleps en de 2.0 Turbo 16-klepsmotoren met DOHC. Deze motoren leverden respectievelijk 116 pk en 200 pk.

## Tweede generatie (BD/BG)
In 1994 was het tijd voor een nieuwe Legacy, die een 5 centimeter langere wielbasis en lengte had. Technisch was de Legacy II sterk verwant met het vorige model. Bij de introductie kwamen de 1.8- en de 2.0-turbomotor te vervallen. Het nieuwe model had veel rondere vormen. De DL werd vervangen door de LX.
In 1997 werd de Legacy ook leverbaar als Legacy Outback en werd de 150 pk sterke 2.5 motor geïntroduceerd. Deze motor was in tegenstelling tot de oude motoren (afgezien van de Legacy Turbo) een DOHC-motor.

## Derde generatie (BE/BH)
1999 werd de derde-generatie Legacy gepresenteerd. Het design was wat strakker, maar de auto was weer duidelijk een Subaru Legacy. Motorisch veranderde er weinig.
In 2002 (2000 in Japan) werd de Legacy Outback ook leverbaar met een 3,0 liter zescilinder boxer met 220 pk. Dit model moest gaan concurreren met de Volvo XC70 en de Audi Allroad Quattro, twee auto’s die qua opzet sterk leken op die van de Outback, maar die uiteindelijk veel succesvoller zouden blijken dan de Legacy Outback.

## Vierde generatie (BL/BP)
Eind 2003 kwam de vierde generatie Legacy op de markt. Het design was ten opzichte van de voorgaande modellen sterk gewijzigd. Subaru hoopte hiermee een grotere klantenkring in Europa te kunnen krijgen. Ondanks positieve besprekingen in de pers lukte dat nauwelijks: de verkoopcijfers schommelden rond de 300 stuks per jaar, wat een marktaandeel van 0,07% inhield. De qua prijs en maatvoering vergelijkbare Volvo V70 werd in die periode ruim tien keer vaker verkocht. Meest opvallende model van deze generatie Legacy was het topmodel, de 3.0R Spec.B die 245 pk sterk was. De Legacy werd in 2008 voor het eerst leverbaar met een common-rail (turbo)dieselmotor. Zoals gebruikelijk bij Subaru betrof het een viercilinder boxermotor, wat een absolute wereldprimeur betekende, zie het kopje Boxerdiesel.

## Vijfde generatie (BM/BR)
De huidige generatie Legacy werd op de New York International Auto Show van 2009 gepresenteerd. Het model is 3,5 cm langer, 9 cm breder en een 8 cm langere wielbasis dan de vorige Legacy. De nieuwe Legacy wordt gepresenteerd met een nieuw type CVT, genaamd Lineartronic. Verder is de nieuwe Legacy voortaan leverbaar met een elektrische parkeerrem. Van dit model zijn een sedanversie, een stationwagon (Touringwagon) en uiteraard de op de touringwagon gebaseerde Outback met een grotere grondspeling beschikbaar. De nieuwe Legacy is sinds eind 2009 in Europa leverbaar.

## Outback
Vanaf 1997 kwam er een nieuwe variant bij, de Legacy Outback. Het was een zeer luxe uitvoering van de Touringwagon met als grootste verschil de hogere grondspeling. De Outback was in het begin leverbaar met een 2.5 16V DOHC-motor met 150 pk. Later kwam daar de 3.0 zescilinder H6 bij. 
Tot de modelwissel in 2003 was de Outback een toevoeging aan het Legacy-gamma, sindsdien is de Outback een opzichzelfstaand model.

## Snelle versies
Vanaf begin jaren 90 was Subaru actief in de WRC met de Legacy. Hoogtepunt was de overwinning van Colin McRae in de Rally van Nieuw-Zeeland in 1993. Vanaf 1992 was er de 200 pk sterke Legacy GT Turbo leverbaar. Kenmerkend was de grote luchtinlaat op de motorkap die later zo vanzelfsprekend werd op de Impreza Turbo (GT Turbo en WRX/STi). Na het einde van de productie van de eerste generatie Legacy verdween ook de GT Turbo-versie. In Europa werden er geen snelle Legacy's meer verkocht. Hoe anders dan in Japan en Amerika waar er de 2.2 en 2.5 Turbo-versies leverbaar waren met maximaal ruim 280 pk. Pas in 2003 met de vierde generatie Legacy kwam er weer een snel model naar Europa in de vorm van de 3.0R Spec B, een Legacy met een drieliter zescilinder-boxer van 245 pk sterk.

## Boxerdiesel
Vanaf april 2008 werd zowel de Legacy als de Outback leverbaar met een nieuwe, door Subaru ontwikkelde 2,0 liter turbodiesel boxermotor, ook wel de boxerdiesel genoemd. De motor levert een vermogen van 150 pk bij 3600 tpm en het maximale koppel van 350 Nm vanaf 1800 tpm. Het betreft een commonrail-diesel voorzien van een roetfilter en een partikelkatalysator. Hoewel Volkswagen in de jaren 50 geëxperimenteerd heeft met boxer-diesels voor de Kever, is het bij hun alleen tot prototypes gebleven die daarna vernietigd zijn. Subaru is dus momenteel het enige automerk ter wereld dat een boxerdiesel levert in hun auto's.

## Trivia
- De website Subaruforum.nl geeft aankoopadvies over de Subaru Legacy (4e generatie) en zustermodel Outback (3e generatie) die van 2004 tot en met 2009 werden geleverd.
- Na een aantal maanden als duurtestauto te hebben gefunctioneerd heeft het weekblad Autoweek in 2005 een Legacy 2.2 GX Wagon uit 1992 naar een ontwerp van een lezer voor €18.872,75 laten "pimpen". De Legacy werd nadat deze gereed was geveild op de veilingsite Ebay. De opbrengst (€14.000) kwam ten goede aan het Stichting Steun Emma Kinderziekenhuis. April 2008 stond deze auto weer te koop voor €6.000,-; in december 2008 was de prijs gezakt tot 3.900,-.
- Van de derde generatie Legacy Outback werd er ook een 4-deurs pick-up geproduceerd. Deze werd ook wel de Baja genoemd.
- In Japan was er zelfs een versie van de Legacy met een 2.0 Twinturbo boxermotor die 280 PK heeft, die is echter alleen daar geleverd.
- In een aantal landen is de Subaru Legacy ook geleverd als 1.6. Dit had te maken met de belastingwetgeving die gekoppeld is aan de cilinderinhoud van de motor.

|                                  | Japan     | VS        | Totaal    |
| -------------------------------- | --------- | --------- | --------- |
| Eerste generatie Legacy          | 620.444   | 204.168   | 824.612   |
| Tweede generatie Legacy          | 495.471   | 466.354   | 961.825   |
| Derde generatie Legacy           | 434.624   | 467.447   | 902.071   |
| Vierde generatie Legacy          | 204.776   | 106.716   | 311.492   |
| Totaal                           | 1.755.315 | 1.244.685 | 3.000.000 |
| Productieaantal op 14 maart 2005 |           |           |           |

In productie:
Impreza ·
WRX STi ·
XV · 
Forester ·
Levorg ·
Legacy ·
Outback ·
BRZ

Niet meer geproduceerd:
360 · 
Sambar · 
R-2 · 
Rex (Mini Jumbo) ·
Vivio ·
Exiga ·
Justy/G3X Justy ·
1000 ·
Traviq ·
Baja ·
E-wagon (Libero) · 
1500 ·
Leone · 
Trezia · 
XT · 
SVX ·
Tribeca

Conceptauto's:
Viziv ·
B5-TPH ·
Hybrid Tourer ·
B11S
Acura · Daihatsu · Honda · Infiniti · Lexus · Mazda · Mitsubishi · Mitsuoka · Nissan · Scion · Subaru · Suzuki · Toyota